# Michał Nalepa (ur. 1993)
Michał Nalepa (ur. 22 stycznia 1993 w Chrzanowie) – polski piłkarz występujący na pozycji obrońcy w polskim klubie Zagłębie Lubin. W latach 2008–2014 młodzieżowy reprezentant Polski.

## Kariera klubowa
Nalepa w latach 2006–2011 występował w juniorskich drużynach Unii Oświęcim i Wisły Kraków. W sezonie 2010/2011 przeszedł do młodzieżowej drużyny Wisły. W lipcu 2011 został na rok wypożyczony do pierwszoligowego Ruchu Radzionków. W kolejnym sezonie został wypożyczony do innej pierwszoligowej drużyny Termalica Bruk-Bet Nieciecza. 19 lipca 2013 Nalepa zaliczył debiut w seniorskiej drużynie Wisły Kraków w meczu przeciwko Górnikowi Zabrze.
W czerwcu 2014 podpisał trzyletni kontrakt z węgierskim klubem Ferencváros.
1 lipca 2017 podpisał czteroletni kontrakt z polskim klubem Lechia Gdańsk. 4 lipca 2023 odszedł z klubu.

## Kariera reprezentacyjna
Nalepa występował dotychczas we wszystkich młodzieżowych reprezentacjach Polski. W sezonie 2008/2009 grał dla reprezentacji U-16, w sezonie 2009/2010 U-17, w latach 2010–2011 grał w reprezentacji do lat 18, w 2011 roku dla reprezentacji Polski U-19, a w latach 2012–2014 dla reprezentacji U-20.

## Statystyki
(aktualne na dzień 1 grudnia 2019)
| Klub                           | Sezon              | Liga                | Liga  | Liga   | Puchar kraju | Puchar kraju | Europa | Europa | Suma  | Suma   |
| Klub                           | Sezon              | Liga                | Mecze | Bramki | Mecze        | Bramki       | Mecze  | Bramki | Mecze | Bramki |
| ------------------------------ | ------------------ | ------------------- | ----- | ------ | ------------ | ------------ | ------ | ------ | ----- | ------ |
| Ruch Radzionków (wyp.)         | 2011/12            | 1 Liga              | 21    | 1      | 2            | 2            | –      | –      | 23    | 3      |
| Ruch Radzionków (wyp.)         | Ogólnie            | Ogólnie             | 21    | 1      | 2            | 2            | 0      | 0      | 23    | 3      |
| B-B Termalica Nieciecza (wyp.) | 2012/13            | 1 Liga              | 31    | 3      | 2            | 0            | –      | –      | 33    | 3      |
| B-B Termalica Nieciecza (wyp.) | Ogólnie            | Ogólnie             | 31    | 3      | 2            | 0            | 0      | 0      | 33    | 3      |
| Wisła Kraków                   | 2013/14            | Ekstraklasa         | 16    | 0      | 2            | 0            | –      | –      | 18    | 0      |
| Wisła Kraków                   | Ogólnie            | Ogólnie             | 16    | 0      | 2            | 0            | 0      | 0      | 18    | 0      |
| Ferencvárosi TC                | 2014/15            | Nemzeti Bajnokság I | 23    | 0      | 5            | 0            | 4      | 1      | 32    | 1      |
| Ferencvárosi TC                | 2015/16            | Nemzeti Bajnokság I | 29    | 1      | 7            | 0            | 4      | 0      | 40    | 1      |
| Ferencvárosi TC                | 2016/17            | Nemzeti Bajnokság I | 21    | 1      | 8            | 1            | 1      | 0      | 30    | 2      |
| Ferencvárosi TC                | Ogólnie            | Ogólnie             | 73    | 2      | 20           | 1            | 9      | 1      | 102   | 4      |
| Lechia Gdańsk                  | 2017/18            | Ekstraklasa         | 16    | 1      | 1            | 0            | –      | –      | 17    | 1      |
| Lechia Gdańsk                  | 2018/19            | Ekstraklasa         | 35    | 3      | 6            | 1            | –      | –      | 41    | 4      |
| Lechia Gdańsk                  | 2019/20            | Ekstraklasa         | 15    | 2      | 3            | 1            | 2      | 0      | 20    | 3      |
| Lechia Gdańsk                  | Ogólnie            | Ogólnie             | 66    | 6      | 10           | 2            | 2      | 0      | 78    | 8      |
| Ogólnie w karierze             | Ogólnie w karierze | Ogólnie w karierze  | 207   | 12     | 36           | 5            | 11     | 1      | 254   | 18     |

## Sukcesy

### Ferencvárosi TC
- Mistrzostwo Węgier (1×): 2015/2016
- Puchar Węgier (3×): 2014/2015, 2015/2016, 2016/2017
- Superpuchar Węgier (2×): 2015, 2016

### Lechia Gdańsk
- Puchar Polski (1×): 2018/2019
- Superpuchar Polski (1×): 2019